# 洛雷恩 (紐約州)
洛雷恩（英語：Lorraine）是一個位於美國紐約州傑佛遜縣的鎮。

## 人口
根據2020年美國人口普查的數據，洛雷恩的面積為101.02平方千米，皆為陸地。當地共有人口924人，而人口密度為每平方千米9人。